# Alt Langsow
Alt Langsow ist ein bewohnter Gemeindeteil der Stadt Seelow im Landkreis Märkisch-Oderland in Brandenburg.

## Geografische Lage
Der Gemeindeteil liegt nordöstlich des Stadtzentrums. Westlich liegt der Gemeindeteil Neulangsow, südöstlich der Wohnplatz Altlangsower Loose. Im Nordosten grenzt die Gemeinde Zechin an. Das Gelände liegt auf einer Höhe von rund 8 m ü. NHN Metern und wird nach Norden vom Tergelgraben in die Alte Oder und nach Süden durch den Golzower Schleusengraben in die Alte Oder entwässert. Die Wohnbebauung konzentriert sich um die Landstraße 37, die von Nordosten kommend in südwestlicher Richtung durch den Ort führt.

## Geschichte

### 15. Jahrhundert
Das Dorf wurde erstmals 1405 als Lanxow urkundlich ohne eine Angabe von Hufen erwähnt, bestand jedoch aus Erben, die neun Häuser besaßen – darunter auch bereits ein Lehnschulze. Die ursprünglich als Gassendorf gegründete Siedlung befand sich bis 1598 im Besitz des Bischofs von Lebus. Im Jahr 1460 wurde von Lanxow erneut berichtet. Es besaß keine Ackerflächen, dafür aber zehn Höfe und einen Hof, der dem Richter gehörte und der sechs Groschen (gr) zinste. Eine Statistik aus dem Jahr 1496 führte 28 Personen mit ihren Frauen auf, die Reichstürkenhilfe leisten mussten. Im Dorf lebten außerdem drei Söhne, drei Töchter, fünf Knechte und vier Dienerinnen.

### 16. und 17. Jahrhundert
Eine Statistik aus dem Jahr 1501 führte 12 Erben und keine Hufen auf. Der Richter hatte ein Erbe frei. Die Einwohner von Lanxow zahlten im Jahr 1541 insgesamt 40 Rheinische Gulden (fl) 29 gr Landsteuer. Drei Jahre später waren es 13 Schosspflichtige, darunter der Schulze und ein Hirte. Jeder gab 2 fl, der Hirte 4 gr, zusammen 24 fl 4 gr. Das Dorf kam 1598 in den Besitz des Amtes Lebus.
Im Jahr 1624 lebten in Lantzow insgesamt zwölf Hufner, ein Hirte sowie 1 ½ Paar Hausleute, die insgesamt zwölf Hufen bewirtschafteten. Im Jahr 1633/1634 waren es zwölf Kossäten oder Fischer. Eine Statistik aus 1654 führte zwölf Kossäten (darunter den Schulzen) sowie einen Hirten auf.

### 18. Jahrhundert
In einer weiteren Statistik aus dem Jahr 1711 erschienen zwölf Hufner, ein Hirte ohne Vieh sowie eine Fläche von 12 Hufen, für die 21 gr Abgaben gezahlt werden mussten. Im Jahr 1734 lebten im Dorf zehn Kossäten, zwölf Büdner und drei Hausleute. Es gab eine Schmiede, einen Schneider, zwei Hirten, 37 Frauen, 15 große Söhne, 6 große Töchter, 40 Söhne und 35 Töchter unter 10 Jahren sowie 28 Knechte und 13 Mägde. Die Gemarkung war nach wie vor zwölf Hufen groß. Eine Windmühle erschien im Jahr 1745; es gab weiterhin einen Lehnschulzen sowie elf Kossäten. Einige von ihnen beschwerten sich 1741 beim Amt, da sie Reet liefern mussten. Eine Statistik aus dem Jahr 1749 nannte zwölf Kossäten (darunter den Lehnschulzen), zwölf Büdner, einen Schmied, einen Schulmeister, einen Hirten, fünf Paar und fünf einzelne Einlieger. Kurz zuvor hatte im Jahr 1743 das Amt Friedrichsaue das Dorf übernommen und verwaltete es bis 1872. Zwischen der Gemeinde und dem Amt Wollup kam es Ende der 1780er-Jahre zu Streitigkeiten wegen der Fischerei und Röhrung auf dem sogenannten Kleppensee.

### 19. Jahrhundert

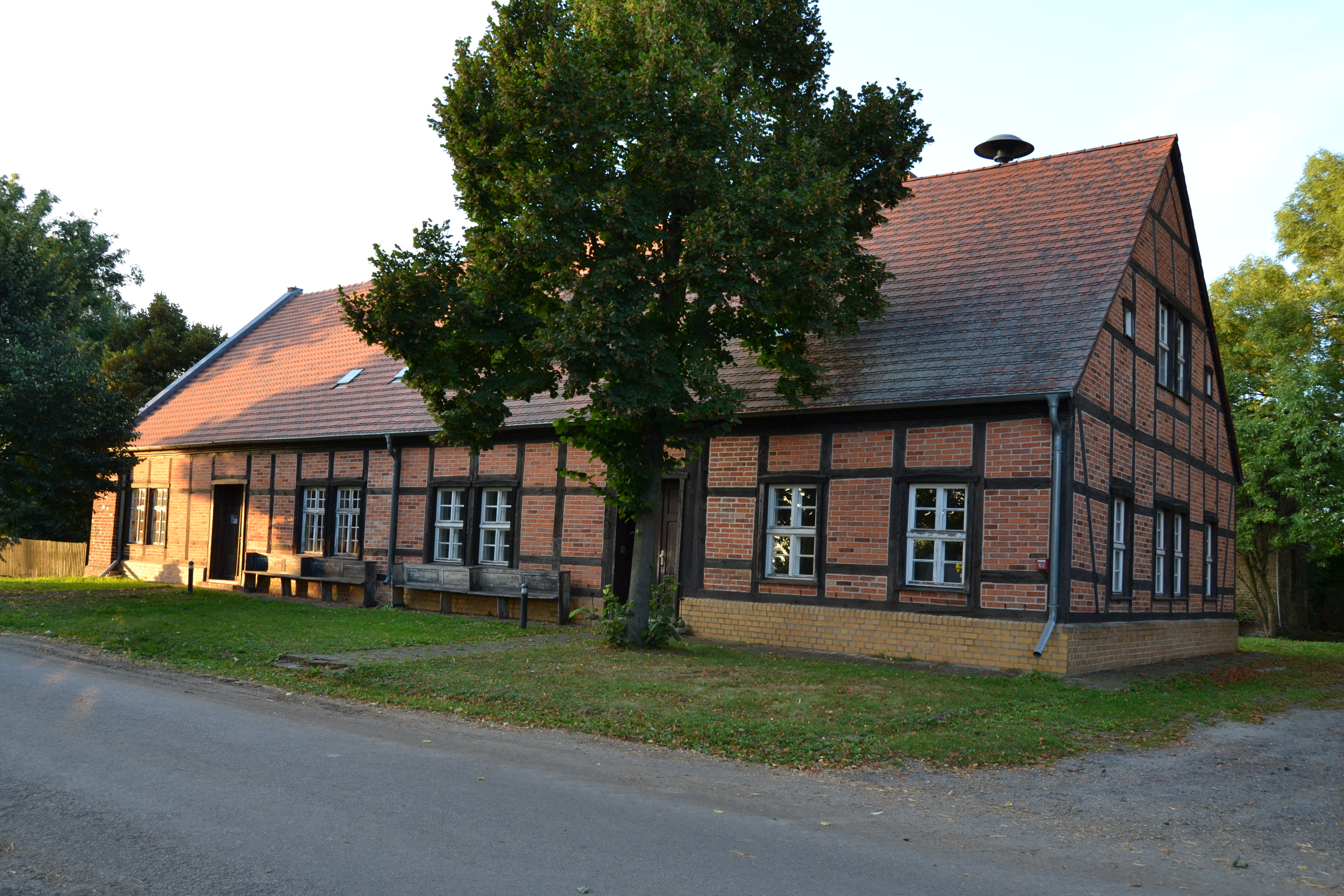
Schul- und Bethaus von 1832

Am 13. Februar 1800 brannten fünf Kossätengehöfte ab, die anschließend wieder aufgebaut wurden. Im Dorf gab es im Jahr 1801 einen Lehnschulzen, elf Ganzkossäten, zehn Büdner, sechs Einlieger, einen Rademacher, eine Schmiede, einen Krug sowie eine Windmühle. Die Einwohner betrieben 31 Feuerstellen (=Haushalte). Ein Bewohner hieß Georg Wurdel, der 1802 Land zur Errichtung eines Büdneretablissements erhielt. Die Schreibweise des Dorfes änderte sich im Jahr 1805 zu Alt Langsow. Das Hirtenhaus brannte 1811 ab. Eine Statistik aus dem Jahr 1831 führte einen Schumacher, zwei Schneider, einen Tischler, einen Stell- und Rademacher, zwei Schmiede, eine Windmühle, einen Krug sowie 43 männliche und 23 weibliche Dienstboten auf. Nach Plänen von Karl Friedrich Schinkel entstand im Jahr 1832 ein Schul- und Bethaus mit einem Betsaal, einer Einklassenschule und einer Lehrerwohnung. Alt Langsow bestand im Jahr 1840 aus dem Dorf nebst Windmühle und 35 Wohngebäuden. Die Gemarkung war im Jahr 1862/1863 insgesamt 2764,1 Morgen (Mg) groß: 2630,7 Mg Acker, 3 Mg Gärten, 12,9 Mg Wiese, 21,2 Mg Weide, 38,7 Mg Wege, 14,5 Mg Flüsse, Bäche und 24,9 Mg Hofräume. Es bestand im Jahr 1864 aus Dorf mit zwei Wind- und Ölmühlen, einer Kartoffelstärkefabrik und 26 ausgebauten Gehöften. Es gab 38 Wohn-, vier gewerbliche und 117 steuerfreie Gebäude. Das Dorf bestand im Jahr 1880 mit 25 Loosen (einer Form der Streusiedlung in Mitteleuropa), einer Windmühle und einem Bahnwärterhaus. Zwei Jahre später führte eine Statistik insgesamt elf Bauerngüter mit einer Größe zwischen 100 und 300 Mg auf (zusammen 2048 Mg). Sieben Kossätengüter waren zwischen 30 und 100 Mg groß (zusammen 437 Mg) und sieben Büdner bewirtschafteten Flächen zwischen 5 und 30 Mg (zusammen 158 Mg). Es gab neun Besitzungen unter 5 Mg (zusammen 17 ½ Mg).

### 20. Jahrhundert
Alt Langsow umfasste zur Jahrhundertwende eine Fläche von 706 Hektar (ha) mit 42 Häusern. Im Jahr 1928 wurden vom Gutsbezirk Annahof der Anteil Brömme und die Eisenbahngrundstücke eingemeindet. Das Dorf wurde 1931 Landgemeinde mit dem Wohnplatz Annahof und einer Fläche von 910 ha mit 53 Häusern und 93 Haushaltungen. Im Jahr 1939 gab es einen land- und forstwirtschaftlichen Betrieb mit einer Fläche über 100 ha. Weitere 14 Betriebe waren zwischen 20 und 100 ha groß, fünf zwischen 10 und 20 ha, weitere 5 zwischen 5 und 10 ha sowie zwei Betriebe zwischen 0,5 und 5 ha.
Nach dem Zweiten Weltkrieg wurden im Rahmen der Bodenreform 291,7 ha enteignet: 271,5 ha Acker, 6,7 ha Wiese, 7,2 ha Wald, 4,4 ha sonstige Fläche. Zusammen mit 122,5 ha Wald der Gemeinde Gusow gingen 274 ha an 41 Umsiedler, 52 ha an acht landlose Bauern, 12,5 ha Waldzulage an sieben Altbauern und 75 ha an die Gemeinde. Diese wurde 1950 mit Neu Langsow zur Gemeinde Langsow vereinigt und war dort ab 1957 ein Ortsteil von Langsow.

## Bevölkerungsentwicklung
| Jahr      | 1734 | 1772 | 1791 | 1798 | 1801 | 1818 | 1840 | 1864 | 1871 | 1885 | 1895 | 1905 | 1925 | 1939 | 1946 |
| Einwohner | 203  | 367  | 241  | 246  | 263  | 263  | 292  | 413  | 423  | 362  | 371  | 309  | 351  | 364  | 417  |

## Kultur und Sehenswürdigkeiten

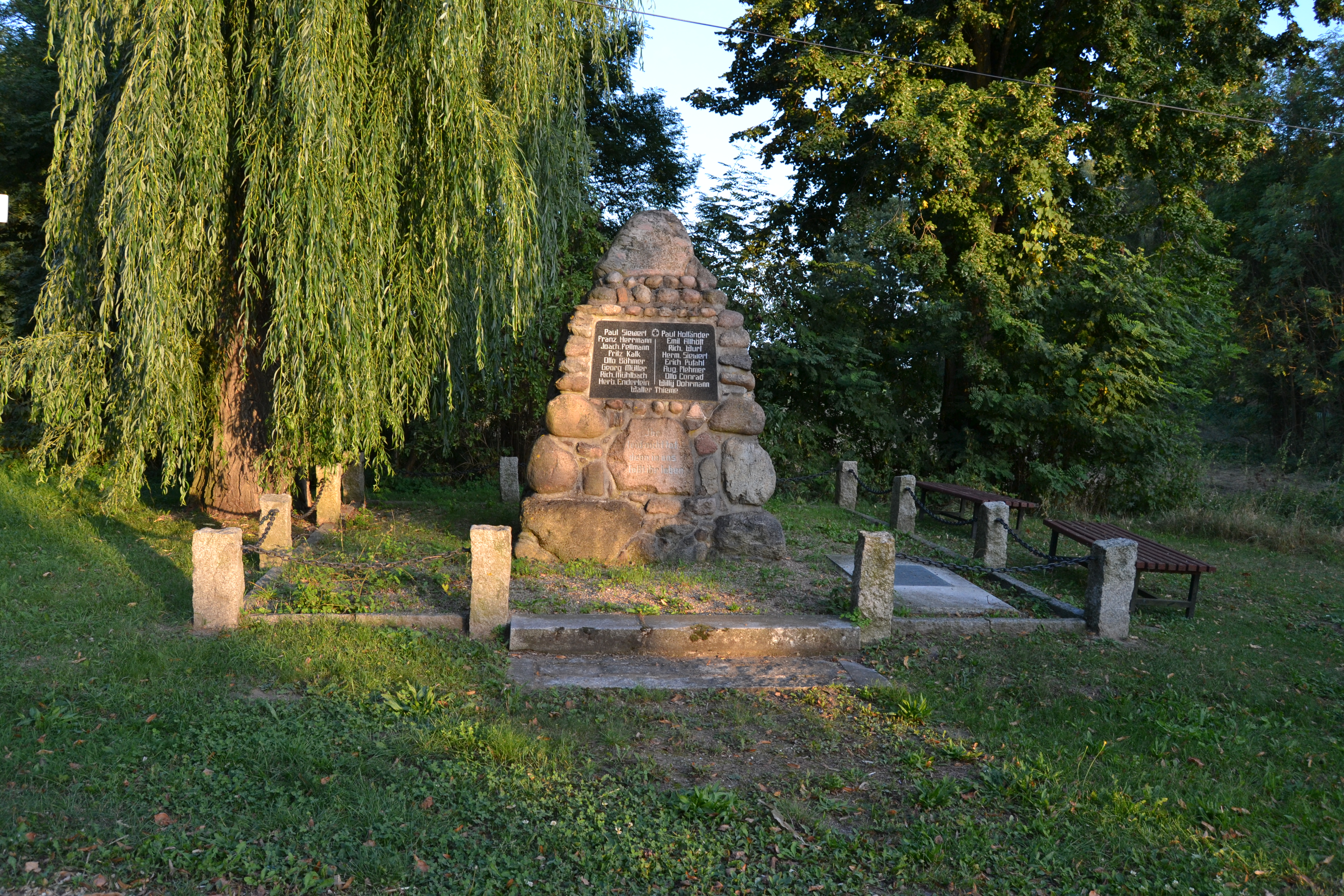
Weltkriegsdenkmal

- Das Schul- und Bethaus entstand im Jahr 1832 nach Plänen von Karl Friedrich Schinkel und vereinigt unter einem Dach die Schule sowie die Dorfkirche. Der Innenraum ist durch zwei Reihen mit dorischer Holzsäulen in drei Schiffe unterteilt. Das mittlere trägt eine kassettierte Holztonne.
- Ein Denkmal erinnert an die Gefallenen aus dem Ersten Weltkrieg.